# Volnomyšlenkářství

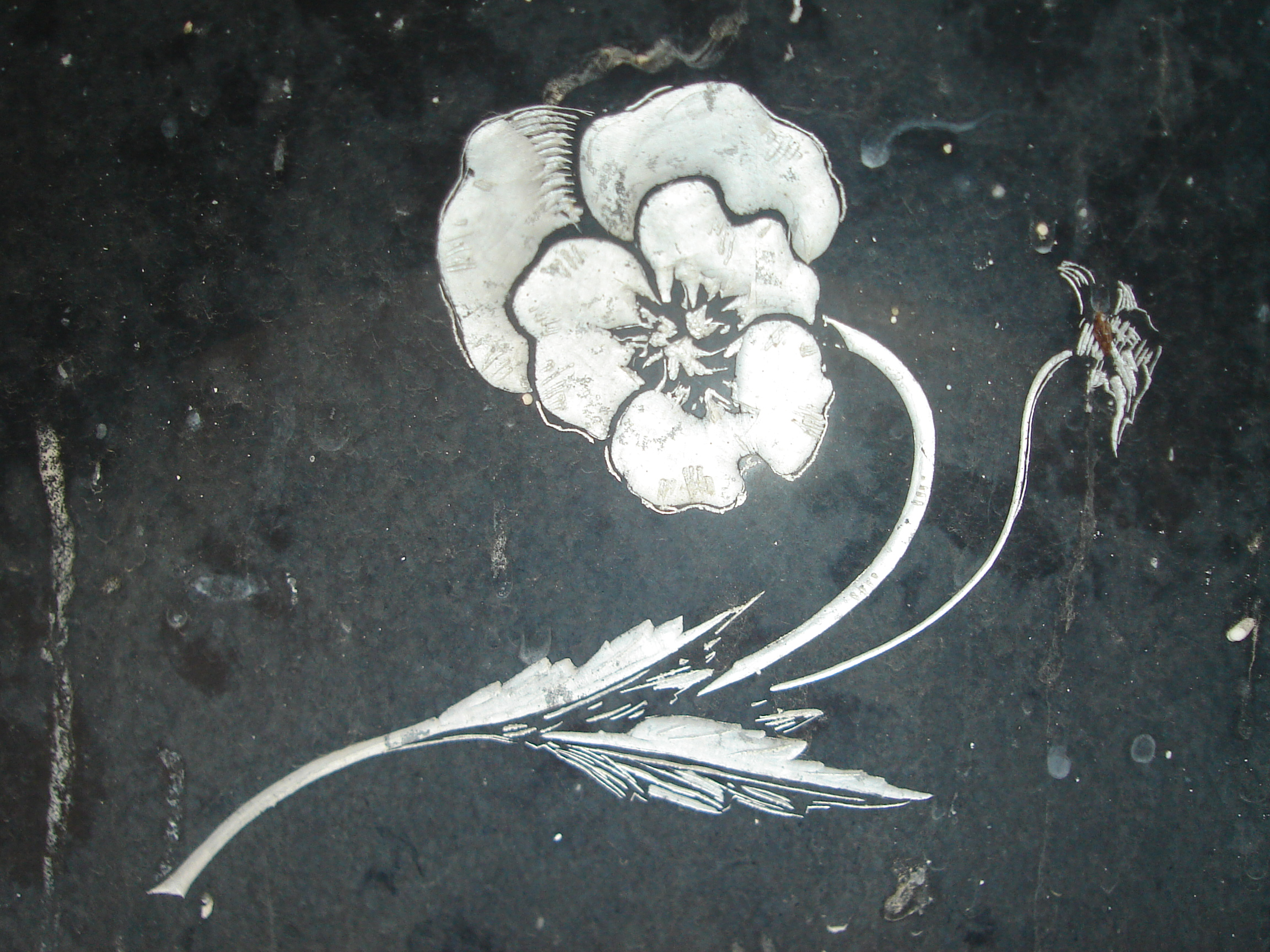
Symbolem volnomyšlenkářů je maceška (detail náhrobku volnomyšlenkáře, konec 19. století, Cullera ve Španělsku)

Volnomyšlenkářství je antiklerikální či později ateistické hnutí významné zejména v Evropě od 18. do poloviny 20. století. Volnomyšlenkáři odmítají autority, zejména náboženské, a uznávají pouze logiku a empirii. Termín zavedli na konci 17. století britští osvícenci a v 18. století převzali Francouzi. I když zpočátku volnomyšlenkářství nutně neznamenalo odmítnutí všech forem náboženství, byli volnomyšlenkáři od počátku kritizováni jako ateisté a později se skutečně stali převážně ateistickým hnutím. Hnutí během své historie vytvořilo řadu organizací a periodik, jako byla v českých zemích Volná myšlenka. Politicky bylo zpočátku liberální, později se spojovalo hlavně s levicí, tedy socialisty a anarchisty. Pomohlo prosadit řadu zákonů ve smyslu odluky církve od státu a celkově přispělo k sekularizaci evropských společností.

## Dějiny
Termín volnomyšlenkář má svůj původ v anglickém a francouzském osvícenství. Poprvé je doložen v dopise anglického filozofa a přírodovědce Williama Molyneuxe z 6. dubna 1697 Johnu Lockovi, kde Molyneux popsal adresáta jako upřímného volnomyšlenkáře. John Toland ve svých spisech přijal tento termín pro sebe a jiné deisty (deisté přijímali božské stvoření světa, ale nevěřili v osobního Boha stvořitele v křesťanském smyslu). Toland krátce (1711) vydával týdeník Free-Thinker (Volnomyšlenkář) a snažil se očistit náboženství od pověr. Lockův student Anthony Collins termín v roce 1713 dal do titulu své anonymní publikace Discourse of Free-Thinking (Rozprava o volnomyšlenkářství). Francouzský překlad tohoto díla vznikl někdy v letech 1713/14. Diskuse o něm vyvolala zpočátku silné rozhořčení u vyšších středních vrstev a šlechty v Anglii a po překladu i ve Francii, ale k lidovým vrstvám nepronikla.
Německý kalk anglického freethinker zní Freidenker a uvedl ho v roce 1715 Gottfried Wilhelm Leibniz. Tento termín se v 18. století ztotožnil s již zavedeným pojmem Freigeist (doslova svobodný duch). Gotthold Ephraim Lessing v roce 1749 napsal komedii Der Freigeist, kterou vydal v roce 1755. Terminologie však zůstala poměrně vágní. Podle publikace Freydenker-Lexicon vydané Johannem Antonem Triniusem v roce 1759 slovo Freigeist označuje „ateisty, naturalisty, deisty, lidi naprosto lhostejné, skeptiky a podobné lidi“. Do této fáze německého volnomyšlenkářství patří tzv. spor o fragmenty (Fragmentenstreit), tedy o úryvky kritiky náboženství napsané anonymně Hermannem Samuelem Reimarem, které později vydal Lessing.
Ve druhé polovině 19. stol. ve střední Evropě došlo k jasnému posunu důrazu od filosofického k politickému volnomyšlenkářství. Volnomyšlenkáři prosazovali odluku církve od státu; v souvislosti s jejich požadavkem povolení kremace se vedly i polemiky o nesmrtelnosti duše či vzkříšení těla.

## Hnutí ve střední Evropě
Již v polovině 19. století existovala v Německu volnomyšlenkářská hnutí jako Lichtfreunde (doslova Přátelé světla), založeno jako Sdružení protestantských přátel 29. června 1841, a hnutí tzv. německých katolíků vzniklé v roce 1844 a prosazující heslo Los von Rom, pryč od Říma. Obě organizace se spojily 1. června 1859 v Gotě a vytvořily Federaci svobodných náboženských obcí. Hájily svobodu sebeurčení ve všech náboženských záležitostech.
29. až 31. srpna 1880 v Bruselu vzniklo na popud belgických a francouzských volnomyšlenkářů Mezinárodní sdružení volnomyšlenkářů. Německé sdružení volnomyšlenkářů založili Ludwig Büchner, bratr spisovatele Georga Büchnera, a August Specht 10. dubna 1881 ve Frankfurtu nad Mohanem. Prý je podpořil i tehdejší vůdce německé sociální demokracie Wilhelm Liebknecht.
Sdružení německých monistů (Deutscher Monistenbund) bylo založeno v roce 1906 za předsednictví Ernsta Haeckela a Wilhelma Ostwalda a získávalo intelektuály pro vědecký světonázor. V roce 1930 mělo více než 10 000 členů. Roku 1933 bylo zakázáno nacisty, v roce 1947 bylo obnoveno, v NDR bylo opět zakázáno, v roce 1956 se sloučilo do Freigeistige Aktion - Monistenbund kolem časopisu Die Freigeistige Aktion. V roce 1905 marxističtí volnomyšlenkáři založili Verein für Feuerbestattung (Spolek pro kremaci). V roce 1908 část Freidenkerbundu založila Ústřední sdružení proletářských volnomyšlenkářů v Německu (Zentral-Verband der Proletarischen Freidenker Deutschlands) s časopisem Der Atheist (Ateista). V roce 1905 byla v Berlíně založena Asociace volnomyšlenkářů pro kremaci (VFF), po sloučení s jinými spolky v roce 1927 pokračující jako Asociace pro svobodné myšlení a kremaci (VfFF), která byla v roce 1930 přejmenována na Německé sdružení volnomyšlenkářů (Deutscher Freidenker-Verband, DFV). Tento spolek měl velkou členskou základnu, v roce 1932 nejméně 660 000 členů. Politické rozdíly mezi členy SPD a KPD vedly k odštěpení příznivců KPD a založení Ústředí proletářských volnomyšlenkářů (ZpG), které však zůstalo bezvýznamné. V roce 1933 nacistický režim DFV zakázal a vyvlastnil jeho majetek. Existoval také Spolek socialistických volnomyšlenkářů s 20 000 členy. Vznikala i mezinárodní sdružení jako v roce 1925 International Proletarian Freethinkers (IpF) ve Vídni, v roce 1931 International Freethinkers Union (IFU) v Berlíně a v roce 1936 sdružení IpF a IFU za účelem vytvoření Světové unie volnomyšlenkářů (WUF) v Praze. Po roce 1945 bylo Německému sdružení volnomyšlenkářů zakázáno se obnovit v okupovaných zónách. Teprve po založení Spolkové republiky Německo v roce 1949 zde bylo založeno Německé sdružení volnomyšlenkářů DFV (sídlo v Dortmundu) a podobná organizace v Západním Berlíně, dnešní Humanistické sdružení Německa. V NDR zůstala organizace zakázána.
Koncem 19. století vzniklo volnomyšlenkářské hnutí v českých zemích, a to jak mezi Čechy, tak i mezi etnickými Němci. Po roce 1918 bylo pak v Československu jedno z nejsilnějších volnomyšlenkářských hnutí v Evropě. V roce 1904 byla založena česká sekce IFB pod názvem Volná myšlenka. Jejím předsedou byl roku 1909 básník Josef Svatopluk Machar a v letech 1910 až 1925 Theodor Bartošek, který také v letech 1907 a 1920 organizoval a vedl mezinárodní sjezdy volnomyšlenkářů v Praze. V letech 1924 až 1926 se Bartoškovo komunistické křídlo odštěpilo. Spolek byl v Československu zakázán v letech 1915–1918 a 1939–1945. V roce 1945 byl založen Svaz občanů bez vyznání, který byl v roce 1952 opět zakázán. V lednu 1990 bylo hnutí obnoveno pod názvem Volná myšlenka.